# اقیانوس منجمد شمالی

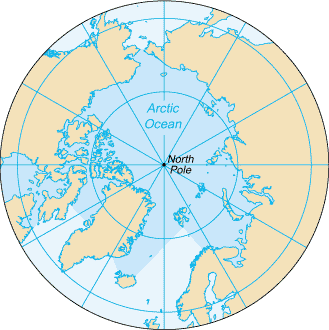
اقیانوس منجمد شمالی، با مرزهای مشخص شده توسط سازمان آب‌نگاری بین‌المللی (IHO)، شامل خلیج هادسون (که بخشی از آن در زیر مدار ۵۷ درجه شمالی، خارج از نقشه است) و دیگر دریاهای حاشیه‌ای.

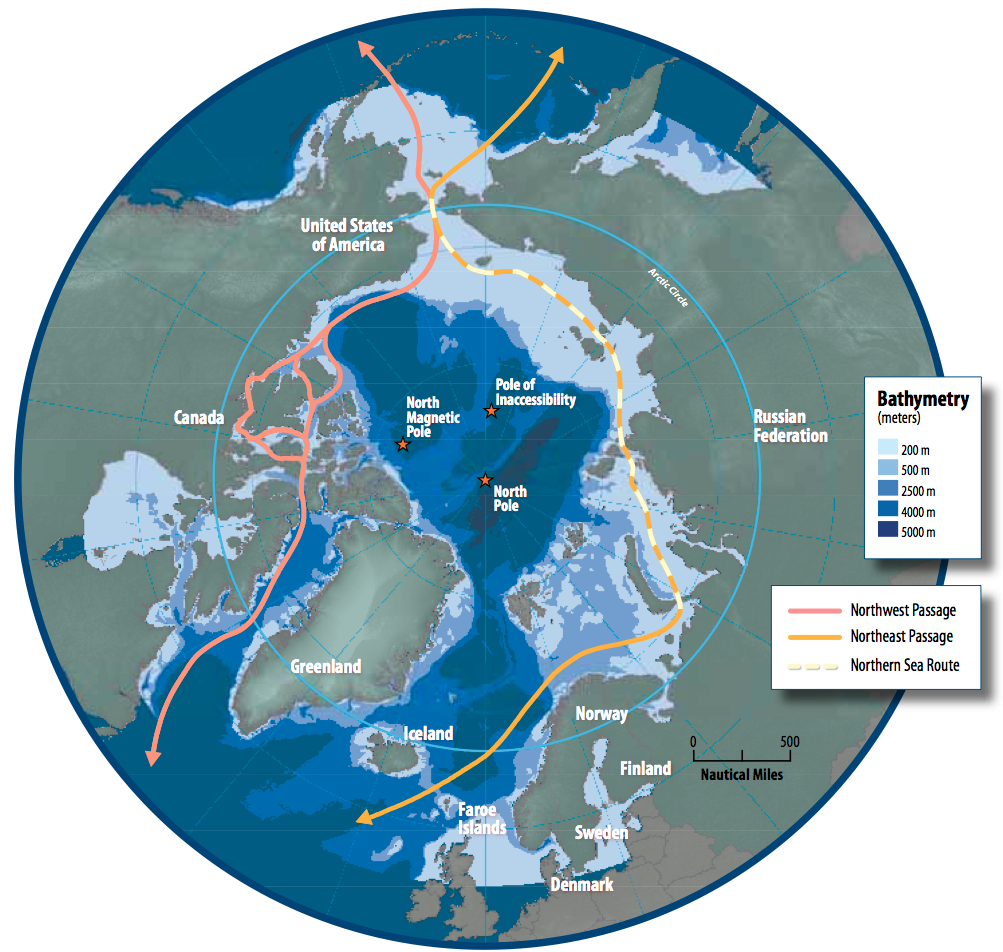
نقشه منطقه شمالگان که گذرگاه شمال شرقی، به‌همراه راه دریایی شمال و گذرگاه شمال غربی را نشان می‌دهد.

اقیانوس منجمد شمالی یا اقیانوس شمالگان یا اقیانوس یخ‌بستهٔ شمالی کوچک‌ترین اقیانوس جهان است که مساحت آن ۱۴٬۰۵۶٬۰۰۰ کیلومترمربع می‌باشد. ژرفای میانگین این اقیانوس ۱٬۰۳۸ متر برآورد شده است.
این اقیانوس در پیرامون قطب شمال و در ناحیهٔ شمالگان واقع شده و در ضمن کوچک‌ترین و کم‌عمق‌ترین اقیانوس جهان به‌شمار می‌رود. سازمان بین‌المللی آب‌نگاری آن را به عنوان یک اقیانوس به رسمیت می‌شناسد، ولی برخی از اقیانوس‌نگاران آن را دریای منجمد شمالی نام نهاده‌اند.
از نگاهی دیگر، این اقیانوس را می‌توان شمالی‌ترین بخش اقیانوس جهانی دانست.
دریاهای پیرامون یا مربوط به آن عبارت‌اند از:
- بارنتس با مساحت ۱٬۴۲۴ کیلومترمربع و عمق ۶۰۰ متر.
- دریای سفید با مساحت ۹۰٬۰۰۰ کیلومترمربع، چون این دریاچه همیشه یخ بسته است تعیین عمق آن دشوار است.
- دریای سیبری شرقی که مساحتش ۹۱۳٬۰۰۰ کیلومترمربع و عمق متوسط آن ۵۴ متر و عمیق‌ترین نقطهٔ آن ۹۱۵ متر می‌باشد.
- دریای کارا با مساحت نزدیک به ۸۸۳٬۰۰۰ کیلومترمربع و عمق ۳۰ تا ۱۰۰ متر.
- دریای لاپتف با مساحت ۶۶۲٬۰۰۰ کیلومترمربع و عمق متوسط ۵۰ متر.
- دریای چوکچی با مساحت ۵۹۵٬۰۰۰ کیلومترمربع و با عمق میانگین کمتر از ۵۰ متر.

## آینده
دانشمندان دریافته‌اند که باد و جریان‌های دریایی دست به دست هم داده و کوه‌های یخی دریایی را از تمامی مناطق شمالگان به سوی کرانه‌های شمالی گرینلند و مجمع‌الجزایر شمالگانی کانادا هدایت می‌کنند. بنا بر این داده‌ها، دانشمندان معتقدند که با گذر زمان و ادامهٔ گرمایش زمین منطقه یادشده، تنها بخش از اقیانوس منجمد شمالی خواهد بود که همچنان در آن دریای یخ‌بسته دیده خواهد شد. این منطقه نسبتاً آرام دریایی چشم‌اندازهای زیبا و بیش از ۳۶ هزار جزیره دارد که شامل جزیرهٔ الزمیر و جزیرهٔ بافین هستند. برخی از یخ‌پهنه‌های آنجا قدمتی چند دهه‌ای دارند و ضخامت‌شان بیش از ۲۴ متر است.